# Kate Dickie

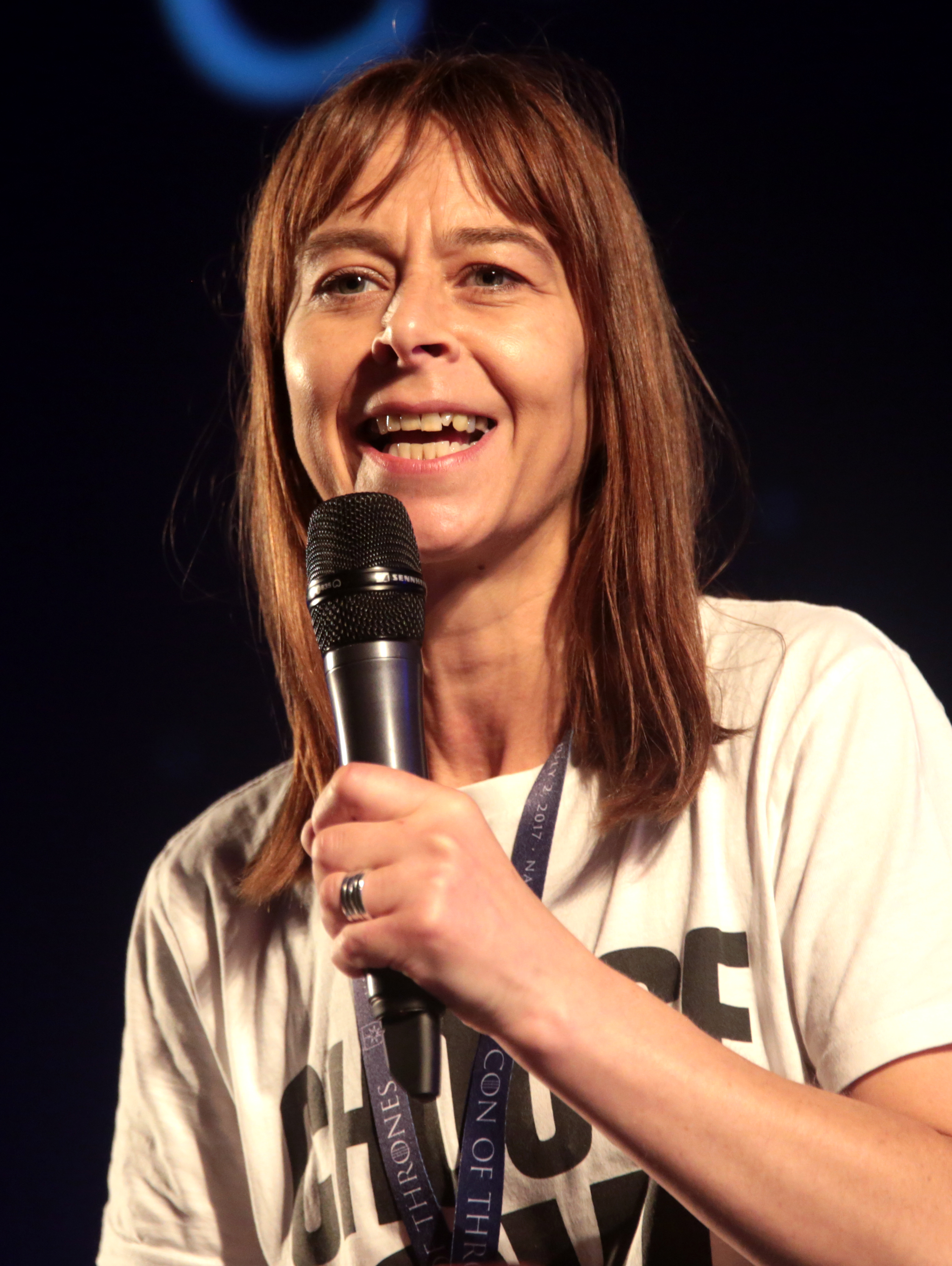
Kate Dickie (2017)

Kate Dickie (* 1971 in East Kilbride, Schottland) ist eine schottische Schauspielerin.

## Leben
Kate Dickie wurde in East Kilbride geboren, wuchs aber in verschiedenen Teilen Schottlands auf, da sie mit ihrer Familie viel umherzog. Sie entstammt einer Arbeiterfamilie der Mittelschicht: ihr Vater war Farmer und Gärtner.
Schon früh entdeckte sie ihr Interesse an der Schauspielerei. Nach dem Schulabschluss besuchte sie das College in Kirkcaldy und studierte dort Drama. 1990 bekam sie einen Platz in der Royal Scottish Academy of Music and Drama und entschied sich nach Glasgow zu gehen. Dort begann sie ihre Arbeit im Theater und hatte zudem das Glück, Mitglied einer von Schottlands besten Schauspielgruppen zu sein. 2000 gelang mit einer Rolle in der schottischen BBC-Serie Tinsel Town der Durchbruch.
2006 spielte Kate Dickie in dem Film Red Road an der Seite von Tony Curran die weibliche Hauptrolle der Jackie. Für diese Rolle erhielt sie gute Kritiken, unter anderem wurde ihre Leistung auch von dem Filmregisseur Shane Meadows hervorgehoben. 2010 war sie im Historien-Mehrteiler Die Säulen der Erde zu sehen. Von 2011 bis 2014 übernahm Dickie in der Fantasy-Fernsehserie Game of Thrones die Rolle der Lysa Arryn. Ihre Darstellung der strenggläubigen Siedlerin Katherine im Horror-Mystery-Film The Witch von Robert Eggers brachte Dickie mehrere Auszeichnungen ein. 2022 arbeitete sie erneut mit Eggers für dessen Film The Northman. In der Marvel-Serie Loki war Dickie 2023 als General Dox zu sehen.
Dickie ist verheiratet und hat seit 2004 eine Tochter. Die Familie lebt im Glasgower Stadtteil Kelvinbridge.

## Filmografie (Auswahl)
- 1994: Rab C. Nesbitt (Fernsehserie, eine Folge)
- 2000: Tinsel Town (Fernsehserie, eine Folge)
- 2003: The Vice (Fernsehserie, eine Folge)
- 2003: Room for the Night (Kurzfilm)
- 2004: Still Game (Fernsehserie, eine Folge)
- 2005: Who Do You Love? (Kurzfilm)
- 2006: Accidents (Kurzfilm)
- 2006: Red Road
- 2006: The Harvest (Kurzfilm)
- 2007: Taggart (Fernsehserie, 2 Folgen)
- 2008: Trace (Kurzfilm)
- 2008: Somers Town
- 2008: He Kills Coppers (Fernsehfilm)
- 2010: Outcast
- 2010: Donkeys
- 2010: Die Säulen der Erde (The Pillars of the Earth)
- 2010: Native Son
- 2011–2014: Game of Thrones (Fernsehserie, 5 Folgen)
- 2012: Prometheus – Dunkle Zeichen (Prometheus)
- 2012: Now Is Good – Jeder Moment zählt (Now Is Good)
- 2012: Shell
- 2012: New Tricks – Die Krimispezialisten (New Tricks, Fernsehserie, Folge 9x10)
- 2013: The Devil’s Plantation
- 2013: Der Anwalt des Teufels (The Escape Artist, Fernsehdreiteiler)
- 2013: For Those in Peril
- 2013: Not Another Happy Ending
- 2013: Drecksau (Filth)
- 2015: The Witch (The VVitch: A New-England Folktale)
- 2015: The Frankenstein Chronicles (Fernsehserie, 2 Folgen)
- 2017: Vera – Ein ganz spezieller Fall (Vera, Fernsehserie, Folge 7x04)
- 2017: Star Wars: Die letzten Jedi (Star Wars: The Last Jedi)
- 2017: Landgericht – Geschichte einer Familie (Fernsehzweiteiler)
- 2018: The Cry (Miniserie)
- 2018: Der Honiggarten – Das Geheimnis der Bienen (Tell It to the Bees)
- 2019: Boyz In The Wood
- 2019: Balance, Not Symmetry
- 2019: Mord auf Shetland (Shetland, Fernsehserie, Folge 5x03)
- 2019: Peaky Blinders (Fernsehserie, Folge 5x03)
- 2020: The English Game (Fernsehserie, 2 Folgen)
- 2020: Education
- 2020: Undergods
- 2021: Shepherd
- 2021: The Green Knight
- 2021–2023: Annika (Fernsehserie, 7 Folgen)
- 2022: Matriarch
- 2022: Sorority
- 2022: The Northman
- 2022: Raven’s Hollow
- 2022: Inside Man (Netflix-Serie, 3 Folgen)
- 2023: Loki (Fernsehserie, 3 Folgen)
- 2023: Boat Story (Fernsehserie, 2 Folgen)
- 2024: Timestalker
- 2024: The Day of the Jackal (Fernsehserie, 4 Folgen)
- 2024: Damaged
- 2025: Honey Bunch
- 2025: Department Q (Dept. Q, Fernsehserie)